# 伊拉克战争
伊拉克战争又稱第二次波斯灣戰爭，是2003年到2011年的一場在伊拉克曠日持久的武裝衝突。戰爭始於以美国為首並由英国、澳大利亚和波兰等国参与的多國聯軍入侵伊拉克，聯軍雖然成功推翻了萨达姆·海珊二十多年的專制，但入侵行為直接導致了伊拉克在接下來十年的大部分時間裡出現各種激進武裝分子，有些是為反抗聯軍的入侵，有一些則是借機割據的叛亂勢力。其中美國入侵伊拉克的理由是聲稱伊拉克擁有大規模殺傷性武器，並對美國及其盟友構成威脅。此外，一些美國官員聲稱薩達姆包庇和支持基地組織，組織針對美國的911事件。然而，眾多證據及調查表明薩達姆政權與基地組織之間沒有任何關係，與襲擊事件之間沒有聯繫，在聯軍入侵後也未能在伊拉克發現任何大規模殺傷性武器庫存或活躍的大規模殺傷性武器計劃。2016年，英國發表齊爾考特調查報告，結論是當時並非所有和平替代方案都得到了審查，英國和美國的行為破壞了聯合國安理會及国际法的正當性，確定戰爭的法律依據“遠非令人滿意”，戰爭是不必要的，大規模殺傷性武器也並不存在。。
2003年3月20日，美國與英國、澳大利亞和波蘭一起發動了針對伊拉克的轟炸行動，伊拉克戰爭正式打響。這次入侵導致了復興黨政府的垮台，同年12月薩達姆·海珊在紅色黎明行動中被俘，三年後因為其任內迫害罪行被揭發而判處決。由于萨达姆政府长期的独裁统治和海湾战争后的经济困顿，联军的入侵开始时受到了伊拉克民众的欢迎。在入侵後兩年的軍事管轄後，美國在2005年於伊拉克組織了選舉，努里·馬利基2006年成為總理並一直任職至2014年。然而，美國扶植下的政權由于初期的腐败和无能無法得到伊拉克多數人的認同，只加劇了國內的教派分歧的緊張局勢。聯軍的入侵、薩達姆死後的權力真空和美國扶植的臨時權力機構管理不善，導致了伊拉克境內出現嚴重的宗教教派動亂，針對聯軍入侵的報復行為也長期存在。美國在2007年增兵17萬人試圖控制局面，但效果甚微，也令到美軍人員的傷亡數字更最終超過了入侵時的死亡人數。。據估計，在入侵後的5年內，估計有151,000至1,033,000名伊拉克人死亡，大多數死亡都是是2004年至2007年間的叛亂和國內衝突造成的，而且許多是平民。戰爭的非法性及動盪令布什在美國國內的公眾形象大幅下降，支持入侵的英国首相托尼·布莱尔在英國巨大公眾壓力下於2006年宣佈辭職。最後在接連醜聞、不斷增加的傷亡數字與巨大開銷下，布什總統於2008年時同意從伊拉克撤出所有美國作戰部隊，並於2011年12月18日全部撤離。
美國開戰的理由受到國際上的嚴厲批評，時任联合国秘书长科菲·安南指責美國入侵違反了《联合国宪章》及國際法，聯合國安理會上除英國、美國及西班牙外，都反對軍事行動。法国外長維爾潘當時直言︰「我們認為軍事干預將是最糟糕的解決方案，法國將否決任何允許美國或英國提出的軍事干預的決議。」法國的立場得到中國、俄罗斯及德国等時任安理會成員的支持。美國政府則指如果得不到安理會支持，他們將著手建立“自願性的軍事聯盟”。在入侵前一個月的2月15日，全球各地爆發大型的反戰抗議。民意調查顯示幾乎所有國家的民眾都反對一場沒有聯合國授權的戰爭，認為美國是世界和平的威脅觀點明顯增加。眾多知名人士及機構也公開反對戰爭，比如梵蒂岡的雷納托·馬蒂諾大主教對記者表示這是“侵略戰爭，不是正義戰爭”。諾貝爾和平獎得主、南非前總統纳尔逊·曼德拉直指美國是“對世界和平的威脅，必須受到最強烈譴責”。美國國內的意見則呈兩極，在入侵的前幾天的民調顯示，支持伊拉克戰爭的美國人約52%到59%之間，而反對它的人數則在35%到43%之間波動。從這個角度講，伊拉克战争是一场極具争议的非法战争，它始終没有得到聯合國安理會的授权，並沒有國際法的依據，也沒有得到多數國家，甚至美國人自己的認可。而且聯軍入侵推翻了薩達姆政權後，所扶植的新政權同樣不得民心。國內權力真空及動亂不安引發眾多極端組織的崛起。薩達姆被推翻后，曾经被萨达姆政权打压的伊拉克国内什叶派组建政府，获得了“解放”，同为什叶派为主的伊朗也借機对伊拉克擴張影響力，形成维持至今的中东冷戰的局面。

## 簡介
2002年10月，美国国会授權時任總統乔治·沃克·布什對伊拉克發動任何軍事進攻的權力。布什向伊拉克总统萨达姆·海珊發出最後通牒，要求他和他的儿子在48小时内离开伊拉克，海珊拒絕。
伊拉克多国部队由120,000人美军、45,000人英军、2,000多人的澳军、200人波兰部队和约50,000人伊拉克部队所组成的。他们通过驻扎在科威特的美军基地对伊发动军事打击。2003年3月20日多國部隊增至30萬大軍，正式宣布对伊拉克开战，标志着伊拉克战争的开始。
美国第3步兵师从科威特西北方向的沙漠向巴格达挺进，伴随他们作战的还有美国第101空中突击师和第82空降师的若干部队。在另一个方向伊拉克东南部有美国海军陆战队第1远征队和英国远征军（包含第4和第7装甲旅组成的第1装甲师以及若干海军陆战队）则发动了钳形攻势以打开伊拉克的海运通道。在战争进行了两周后，美军又在伊拉克北部山区投入173空降旅以及特种部队，并和该地的库尔德反叛军结成同盟，美国预期中的准备在北方投入的第4步兵师则由于土耳其议会的反对而未能在该地参加战斗。
经过两个星期的激战，英军首先控制伊拉克南部的石油重镇、伊拉克第2大城市巴斯拉。在美国轰炸下伊拉克全境都出现了断水和停电等人道主义危机，国际多个人道组织向伊拉克运输救援物资，这些援助物资大多都从萨达姆所控制的烏姆蓋薩爾进入伊拉克，还有少部分则从联军控制的科威特进入伊拉克。
战争爆发大约3个星期之后，美军顺利进入巴格达市区附近，在攻城途中卻并没有遇到任何大規模衝突；因為伊拉克官员则突然消失，去向不明，大批伊拉克军队向美军投降。巴格达和巴斯拉等伊拉克城市，纷纷陷入无政府状态，萨达姆政府军四处烧杀抢掠，至美军後援到来维护治安后才穩定下來；之后据统计，数万件文物被萨达姆政府军破坏。
2005年以來，伊拉克政壇興辦民主選舉，並在国际组织支持下開始重建；美国支持的什葉派政府掌控國家，而遜尼派極端勢力亦掌控伊拉克部分領土，并不时對美军發動襲擊，持續造成美軍與美援隊伍傷亡。2008年奧巴馬總統以美軍撤出（主要是戰鬥部隊）的政見上台，2011年美軍正式撤退，結束战争。
2011年美軍退出伊拉克後，伊斯兰国在伊拉克領土上快速擴張，截止2017年已造成至少155,000人死亡，導致國內超過330萬人流離失所。這被認為是2003年入侵伊拉克的多米諾骨牌效應，该组织的几个领导人曾称时任美国总统乔治·沃克·布什在2003年发动的伊拉克戰爭是导致他们发起对美国的圣战之原因，而美军行动使他们获得士兵和最终夺回国家的控制权变得容易。伊斯蘭國的崛起也令美國又於2014年領導新軍事聯盟重新捲入伊拉克的武裝衝突中，尽管现今的伊拉克大部分地区已被政府军控制，恢复了和平局面，在北部省份武装冲突至今仍有持续。2019年，伊拉克爆发了自萨达姆政权结束以来最严重的反政府运动。大批民众因对2003年后上台的现政权的腐败，失业和低效的公共服务表示不满而示威抗议，并逐步升级为推翻现政权和要求停止伊朗对伊拉克的干预。伊拉克政府作出了严厉的反应，包括使用催泪弹、高温开水、狙击手乃至实弹镇压，导致数千人伤亡。

## 历史

### 导火线

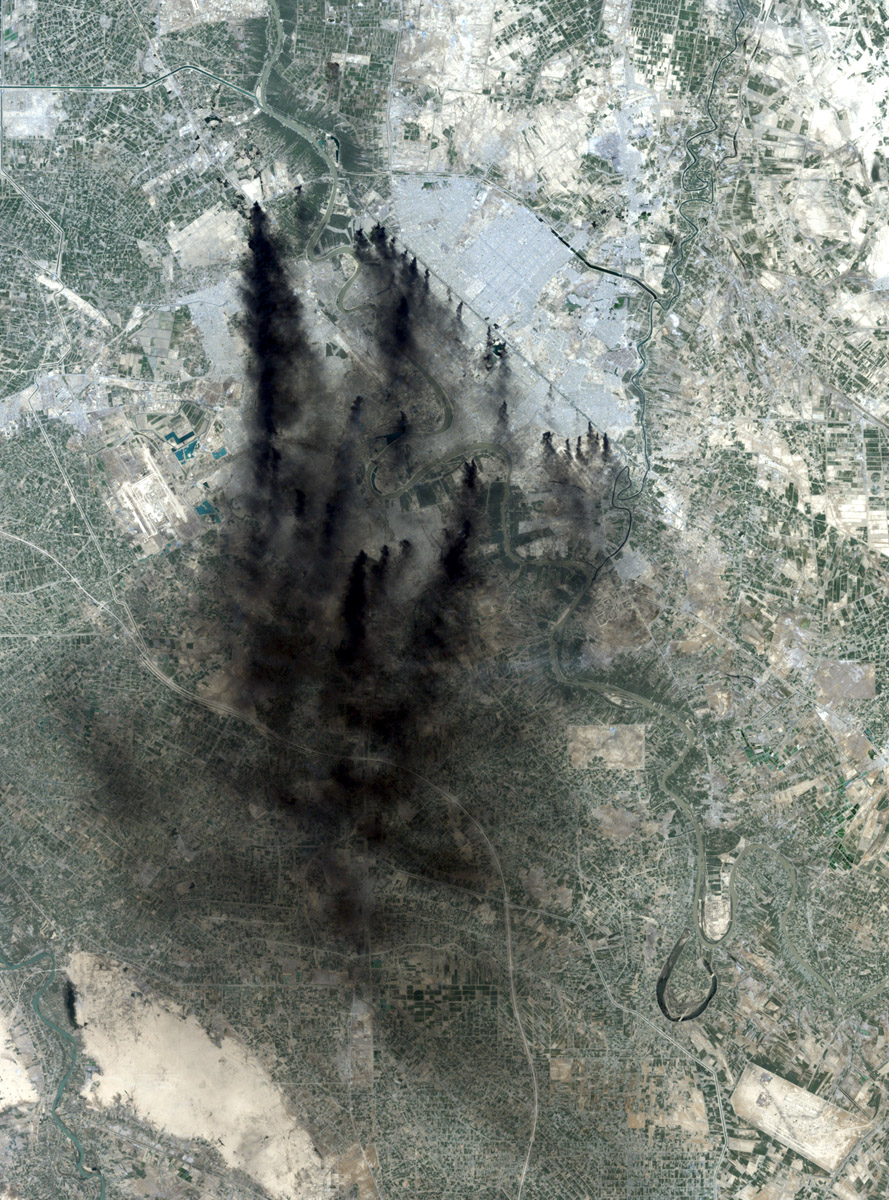
美國太空總署Landsat 7衛星於2003年4月2日所拍攝的伊拉克首都巴格達衛星照片。圖中的黑煙由焚燒中的石油所產生，用以阻礙联军。

美国「九一一恐怖袭击事件」发生后，美国总统布什宣布向美國政府認為的“恐怖主义”宣战，并将伊拉克等多个国家列入“邪恶轴心国”（Axis of Evil）。2002年，伊拉克危机爆发，联合国通过1441号决议，联合国武器检查团重返伊拉克检查，但其在伊拉克境內並没有发现大规模杀伤性武器。2002年10月，美国国会通过《伊拉克决议》，授权总统对伊拉克“採取任何必要措施”。根據2003年1月的民調，當時美国人普遍赞成外交解決伊拉克問題。然而不久不少美国人开始支持布什的戰爭計劃並认为萨达姆确实拥有大规模杀伤性武器。2003年2月，64%的美国人支持布什采取军事行动将萨达姆赶下台。2003年3月17日，美国总统乔治·布什於电视讲话中對伊拉克發出48小時的最後通牒，要求萨达姆和他的兒子們在此訊息發佈的48小时之内離開伊拉克，否則即將開戰。2003年3月18日，英国下议院就是否支持進攻伊拉克展開辩论，結果412票支持開戰、149票反對。

### 开战理由及目的
美国等国家对伊拉克开战的理由是萨达姆政权拥有大规模杀伤性武器以及伊拉克政府践踏人权的行径。根据美国国防部长拉姆斯菲尔德的说法，美国对这场战争最终要达成的目的包括：
- 铲除萨达姆独裁政权，強勢主導伊拉克人民建立新政府
- 搜尋并销毁藏匿在伊拉克境内的大规模杀伤性武器以及恐怖分子
- 结束独裁统治，提供人道主义援助
- “保护”伊拉克的石油及其他天然资源

战前，美国、英国等国家指责萨达姆政权拥有大规模杀伤性武器，并以此作为开战的重要理由，但後續多年亦有多位人物在言談間透漏其他理由及細節：
- 2007年9月16日，格林斯潘（美國聯邦儲備委員會前主席）在其回憶錄发行时声称他的书中表明「进攻伊拉克很大程度上是為了石油。」[66]美国防部长盖茨回应说：“我知道在1991年的海湾战争前就有过同样的宣称，而我是不会相信这说法的。”後格林斯潘告诉华盛顿邮报他的话被误解了：“我不是要说这是（小布什）政府开战的动机……我只是想说，如果有人问起：『我们干掉萨达姆算是幸运的吗』，我会说：『这是肯定的』。”[67]
- 2008年12月1日，小布希表示自己最大的遺憾是美國當局對於前伊拉克總統海珊據傳擁有大規模毀滅性武器一事嚴重「情報不足」。[68]
- 2011年2月15日，當年向美國及德國透露伊拉克藏有大殺傷力武器而導致引發伊拉克戰爭的伊拉克变节者阿尔·贾纳尼表示：「一切其實均為謊言。」[69]
- 2019年威廉·約瑟夫·伯恩斯（時任中東事務助理國務卿）回憶錄中，他揭密親自聽到當時副總統錢尼說：我們所需進軍伊拉克唯一的合法性就寫在M1A2戰車背上。[70]換言之武力就是合法性，像修昔底斯所寫的雅典說辭Might is right。[71]
- 2020年6月8日，時任美國總統唐納德·特朗普在推特上發文：「鮑威爾不是說『伊拉克有大規模殺傷性武器嗎？』，他們沒有，但是我們去打了一仗！」[72]。

在美國內外都有許多人認為布什政府發動戰爭的真正理由是為了控制伊拉克的自然資源及石油，在2003年3月入侵伊拉克之前，“不為石油流血（No blood for oil）”是一句被普遍使用的抗議口號。

### 2003年：进军

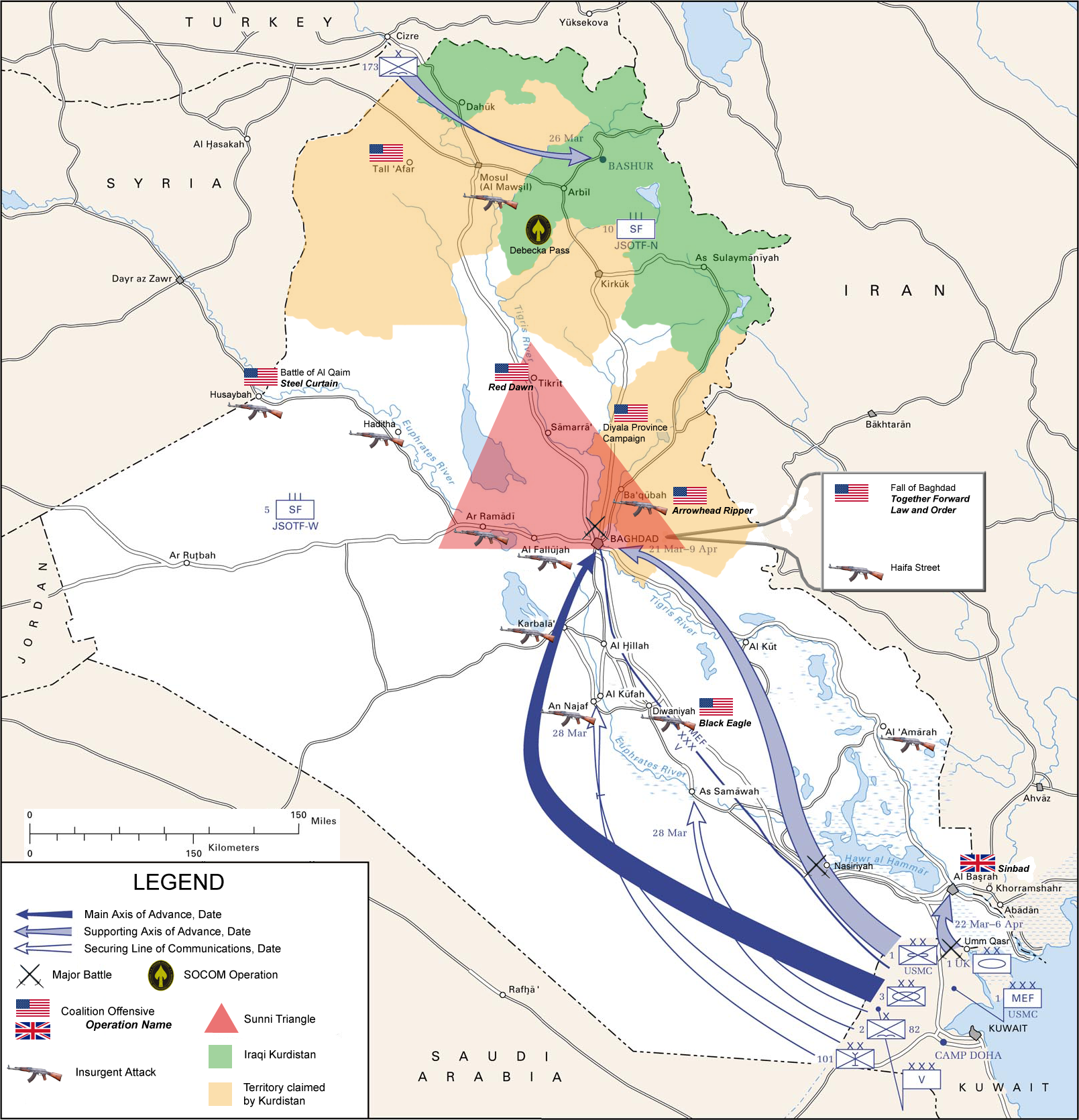
地圖的进攻路線和主要行動/對伊拉克戰爭的戰鬥，作為2007年。

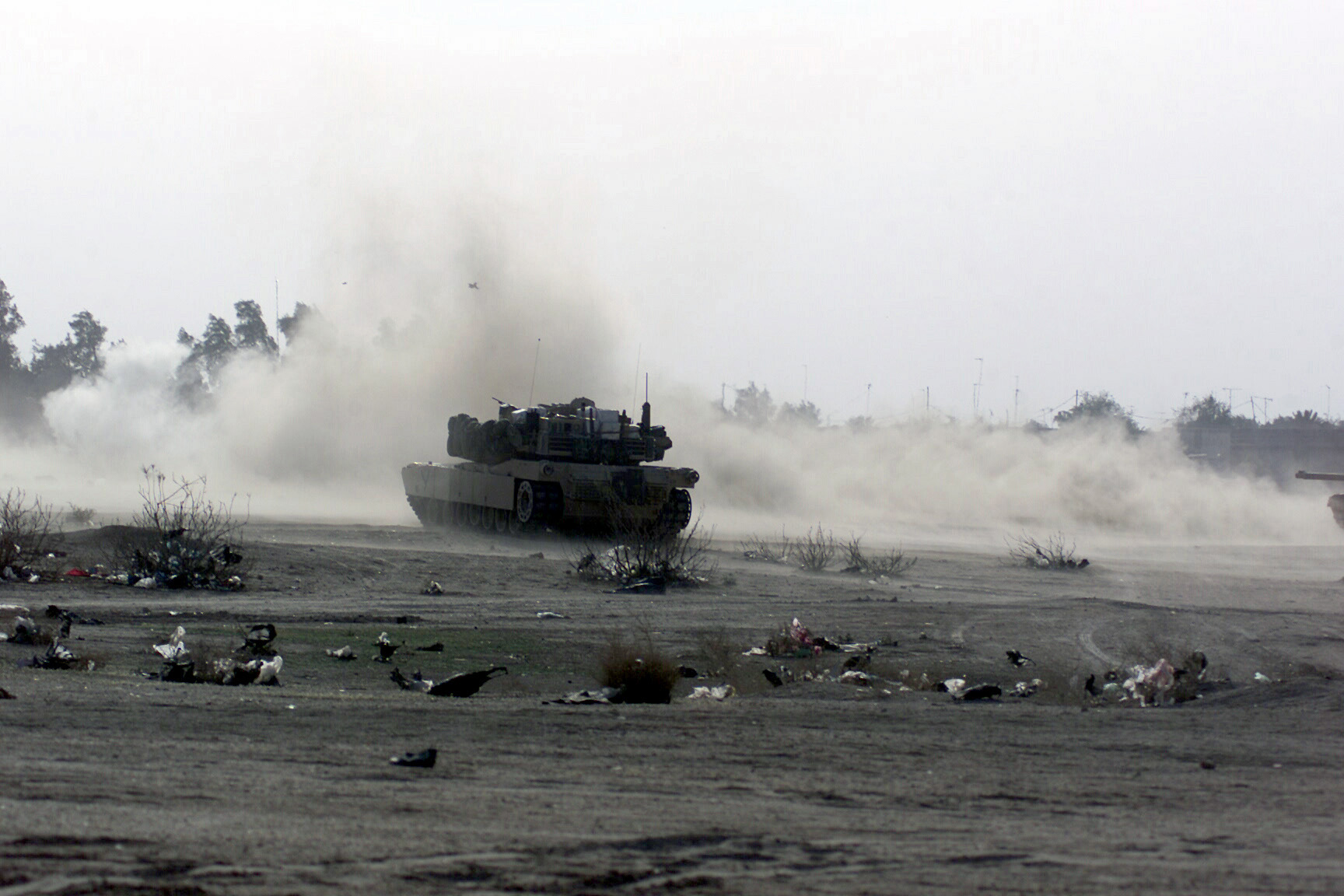
M1艾布蘭坦克在法奧半島烏姆蓋薩爾附近用它的120毫米大砲向伊拉克部隊開火，2003年3月23日。

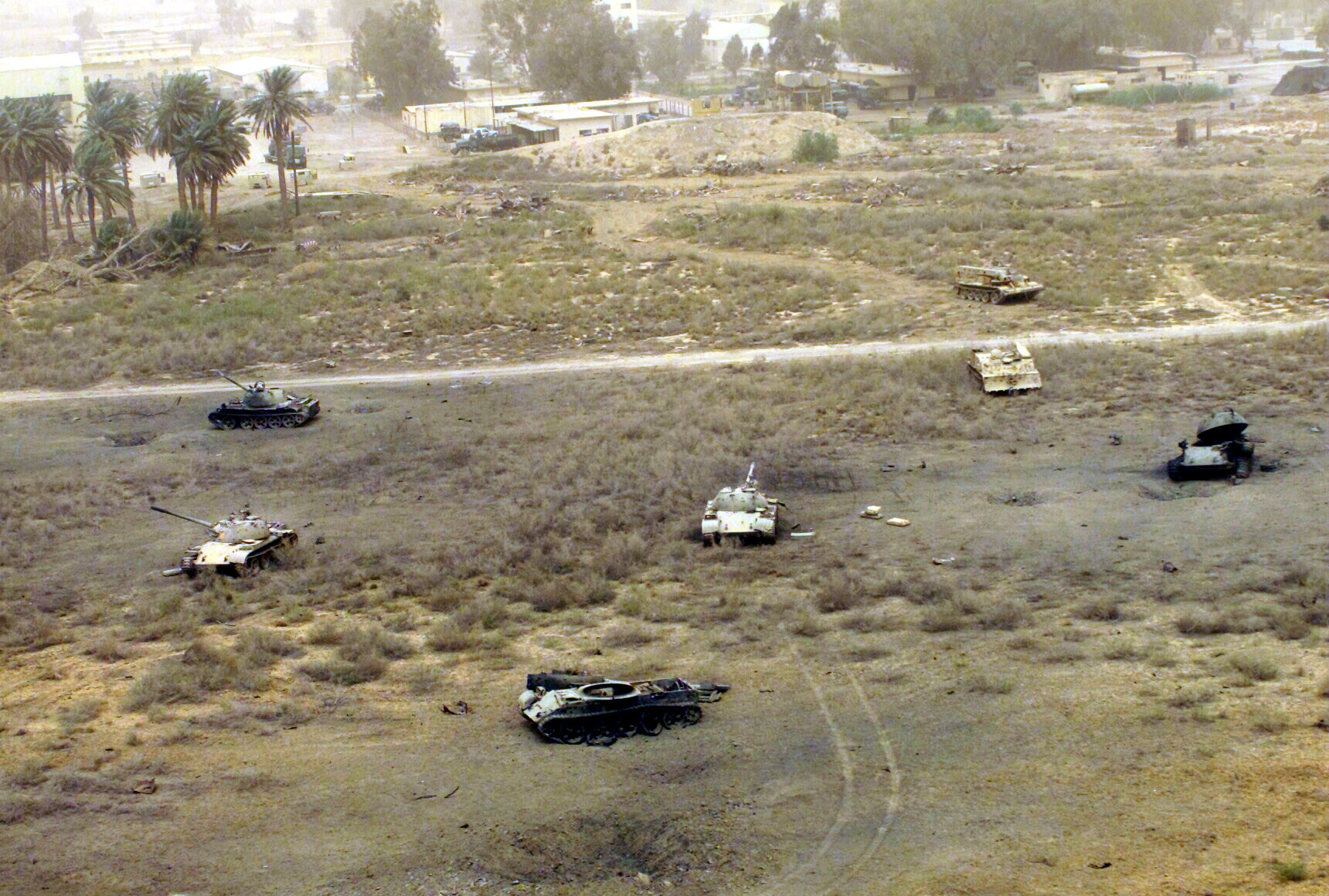
在卡迪西亞省附近，被摧毀的伊拉克坦克。

中央情報局先遣隊首先在2002年7月10日進入伊拉克，這隊成員由中央情報局的特別行動部組成，後來還加入了美國軍方的精英聯合特種作戰司令部（JSOC），總之，他們為后到的部隊做準備，包括說服了幾個伊拉克指揮官的部隊投降、或是分裂，而不是反抗美軍，在非常高風險的偵察任務中確定所有初步領導目標。
最重要的是，他們組織了一支庫爾德部隊。入侵之前，這股力量在伊拉克庫德斯坦擊敗了伊斯蘭輔助者組織，然後擊敗了北方的伊拉克軍隊。美軍對伊斯蘭輔助者組織的戰鬥，導致了大量恐怖分子死亡，還在Sargat發現化學武器設施。
在當地時間2003年3月20日上午05:34，對伊拉克的進攻正式開始。在美國將軍湯米·弗蘭克斯的率領下，美軍開始了代號爲“解放伊拉克行動”，後來改名為伊拉克自由行動，而英國的代號為“Telic行動”、澳大利亞的代號為“獵鷹行動”的戰爭。北方庫爾德勢力和大約其他四十個政府，組成了以美國為首的聯軍。參與的國家或派遣部隊、或提供設備、或後勤支援。聯軍的部隊由248,000名美國士兵、45,000英軍士兵、2,000名澳大利亞士兵和波蘭GROM特種部隊的194名士兵組成，經科威特前往伊拉克。进攻力量也包括伊拉克庫爾德武裝部隊，估計數量有70,000人。
这一阶段进攻的目標是：鏟除薩達姆政權、消滅可能被發現的大規模殺傷性武器、消滅可能會發現的伊斯蘭武裝分子、取得更多網路情報、人道援助伊拉克平民、保護伊拉克的石油基礎設施，協助建立一個民主政府，並作為其他中東國家的模型。
美國、英國和其他部隊在伊拉克的軍事行動遇到了一些阻力。伊拉克政權在同時打一場常規和非常規的戰爭，當伊拉克面對聯軍部隊時，他們主動將領土讓出，然後在聯軍後方，穿著平民衣物的戰士發起小規模的攻擊。這些攻擊暫時取得了一些成功，給聯軍，尤其是美軍創造了難以預料的遭遇。
聯軍部隊向法奧半島發動空中和兩棲作戰，以保全那裡的油田和重要港口，英國皇家海軍、波蘭海軍和澳洲皇家海軍的軍艦都參與了支援。美國海軍陸戰隊的第15海軍陸戰隊遠征部隊、英國第3突擊旅和波蘭機動反應作戰特種部隊襲擊了烏姆蓋薩爾港，而英國陸軍第16空中突擊旅去保護在伊拉克南部的油田。波蘭突擊隊保護海上石油平台附近的港口，防止被敵軍破壞。

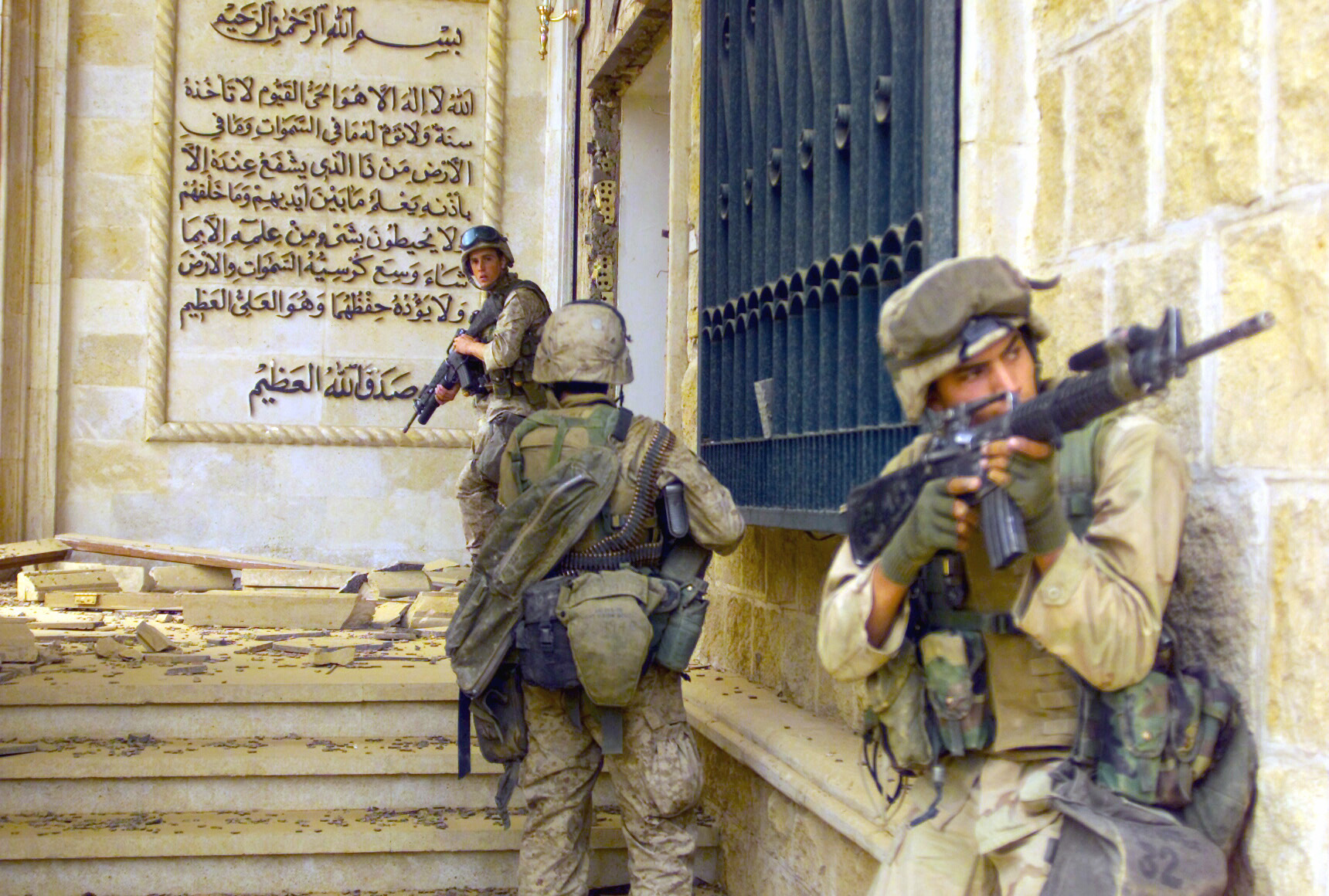
美國海軍陸戰隊第7團第1營進入巴格達一座宮殿。

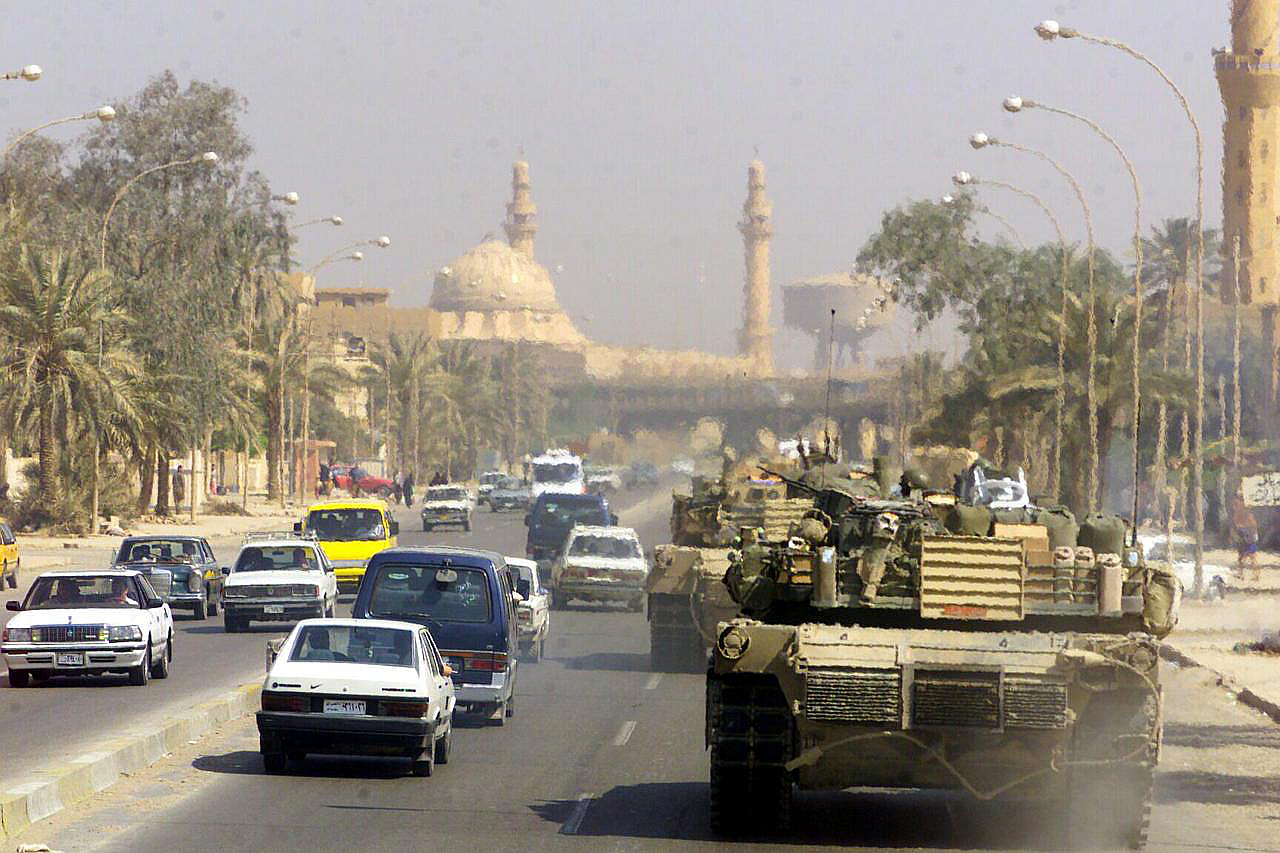
海軍陸戰隊的M1艾布蘭坦克在巴格達街頭巡邏，在2003年秋天。

美軍第3步兵師的重型裝甲部隊先是向西方，然後向北方進攻，經過了巴格達西部的沙漠，而第1海軍陸戰遠征軍向東沿著1號公路經過國家中心，英國第1裝甲師向北方進攻並通過東部沼澤地。美國第一海軍陸戰師在納西里耶的一次戰鬥中占領主要路口及附近的阿里空軍基地。第3步兵師擊敗伊拉克部隊並占領周圍的機場，繞過城市到西部後北上，通過伊拉克西部。
隨著納西里耶和阿里空軍基地的佔領，第3步兵師支援第101空降師繼續對北部的納傑夫和卡爾巴拉發動攻擊。雖然嚴重的沙塵暴減緩了聯軍的前進，但這個停頓，可讓聯軍鞏固和確保補給線的安全。當他們繼續推進到卡爾巴拉峽口，只有一個方法來到巴格達，即通過峽口來到幼發拉底河的橋樑。在伊拉克中部，第1陸戰師一直推進到巴格達東部，並為攻擊巴格達做準備。在北方，OIF-1使用了至今規模最大的特種部隊，攻擊成功率略高於去年同期對阿富汗塔利班政權的。伊拉克軍隊面對美軍很快就不知所措，而薩達姆敢死隊的精英則用恐嚇，來加強伊拉克軍隊的信心和防止反叛的平民。
聯軍在4月9日佔領巴格達，結束了薩達姆24年來的獨裁統治。美軍佔領了執政黨復興黨黨部，並拉倒一個巨大的薩達姆鐵雕像，照片和影片都顯示這成了象徵性的事件，雖然後來引起爭議，因爲沒有看過或聽過照片和影片使用變焦鏡頭拍攝。為了報復，在2008年11月，伊拉克示威者將布希的肖像用腳踩踏以及焚燒。巴格達被占領後伴隨著許多伊拉克民眾對聯軍的感激，但同時也發生大量的騷亂，包括洗劫政府大樓，犯罪率在短時間內大幅飆高。
據五角大廈表示，25萬短噸（230,000噸）（總短噸650,000（590,000噸））的彈藥被洗劫一空，為伊拉克游擊戰的叛亂分子提供了彈藥來源。入侵階段結束時，在薩達姆的家鄉提克里特，美國海軍陸戰隊黎波里特遣隊在4月15日宣布攻击有效地結束了。
在戰爭进攻階段（3月19日至4月30日），9,200名伊拉克戰鬥人員和7,299名平民被殺，主要由美國空中和地面部隊造成。聯軍報稱有139名美軍和33名英軍戰鬥人員陣亡。

### 聯盟駐伊拉克臨時管理當局和伊拉克調查小組

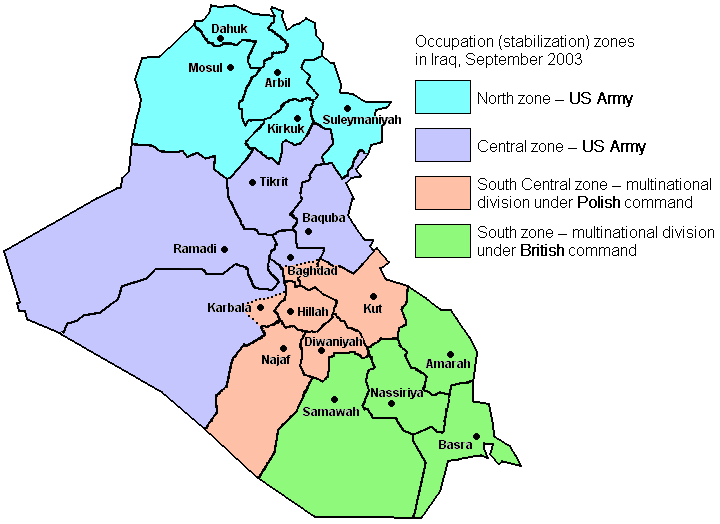
伊拉克佔領區劃分，2003年9月。

占领伊拉克後，聯軍建立了聯盟駐伊拉克臨時管理當局，此機構的總部設在綠區，並作為伊拉克建立民主政府之前的過渡政府。引述戰爭法聯合國安理會1483號決議（2003年5月22日），2003年4月21日，伊拉克臨時管理當局享有對伊拉克政府的期限的行政管理權、立法權、司法權，直到2004年6月28日。
伊拉克臨時管理當局負責人原本是美國前軍官傑伊·加納，但他的职位只持續到2003年5月11日，之後美國總統布希任命保羅·布雷默為負責人。直到2004年7月將權利移交給伊拉克臨時政府。
在聯軍入侵不久後，伊拉克調查小組的1400名成員進入伊拉克尋找伊拉克的大規模殺傷性武器計劃。2004年，ISG's的迪爾費爾報告說，伊拉克沒有大規模殺傷性武器的計劃。

### 入侵後階段

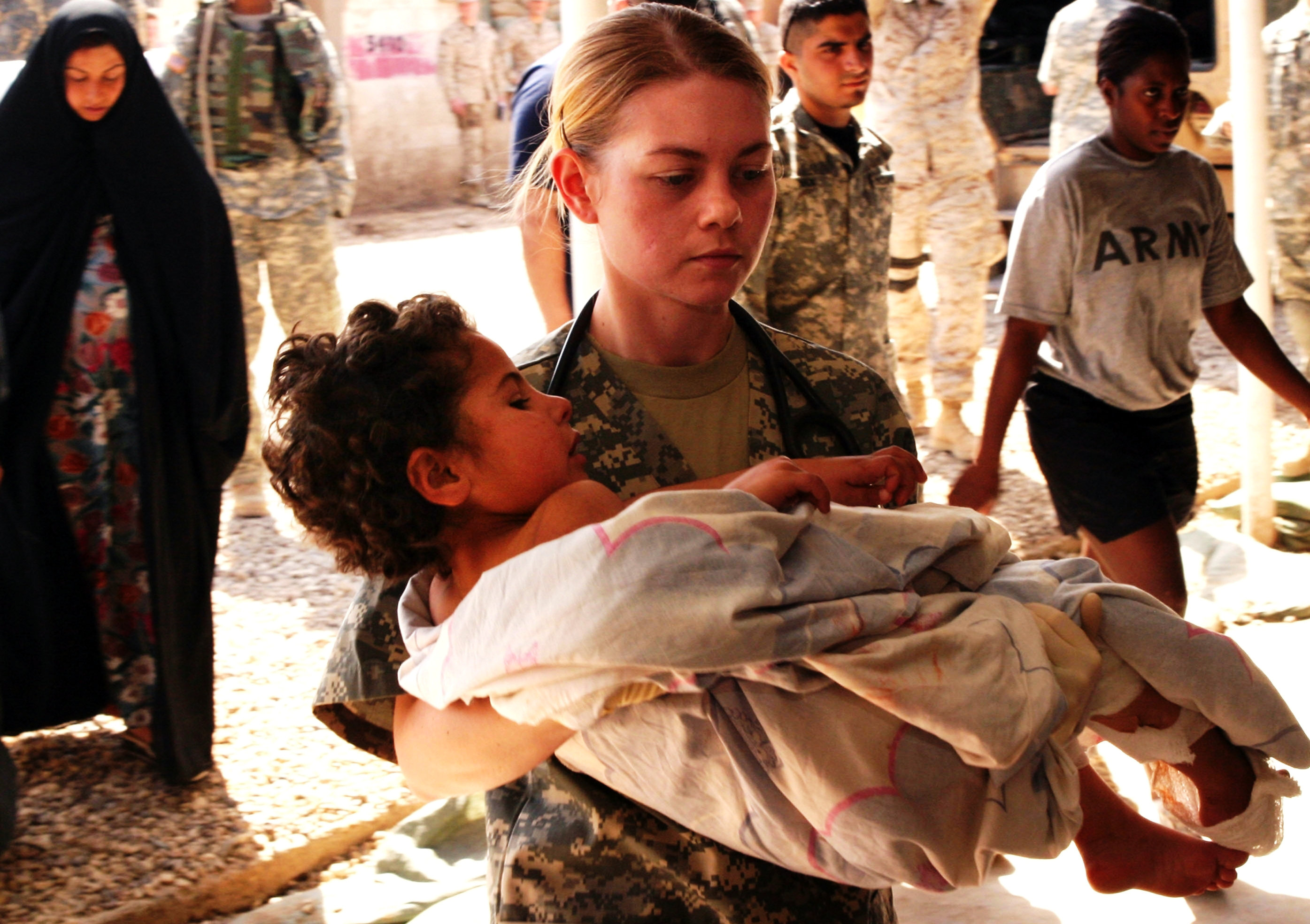
救助受伤儿童的美国女兵

2003年5月1日，布希總統突然參訪在加州聖地亞哥以西幾英里的亞伯拉罕·林肯號航空母艦。在這次訪問中，布希向全國以及飛行甲板上的水兵和飛行員發表了《任務完成》這篇演講。因為伊拉克的常規部隊的戰敗，布希宣布美軍勝利。但是，薩達姆仍然在持續抵抗。
在布希總統的演講後，聯軍在各地區發現了其部隊的反擊，而且在逐漸增加，尤其是在“遜尼派三角”此地區。进攻之前，伊拉克軍隊和共和衛隊分別提供數以百計的武器給伊拉克武裝分子。
最初，伊拉克抵抗運動（聯軍稱呼為“伊拉克叛軍”）主要是源自於敢死隊對薩達姆和復興黨的忠誠，但很快的宗教極端分子也對叛亂做出了貢獻。發生反擊次數最多的三個省份是巴格達省、安巴爾省和薩拉赫丁省。這三個省佔伊拉克35％的人口，但2006年12月5日，美軍死亡人數為73％，近期美軍死亡人數的比例更高（大約80％左右。）
武裝分子所發動的游擊戰，包括：使用迫擊砲、導彈、自殺攻擊、狙擊手、簡易爆炸裝置、汽車炸彈，小型武器射擊（通常是用突擊步槍）和RPG（火箭筒），以及破壞石油設施和平民基礎設施。

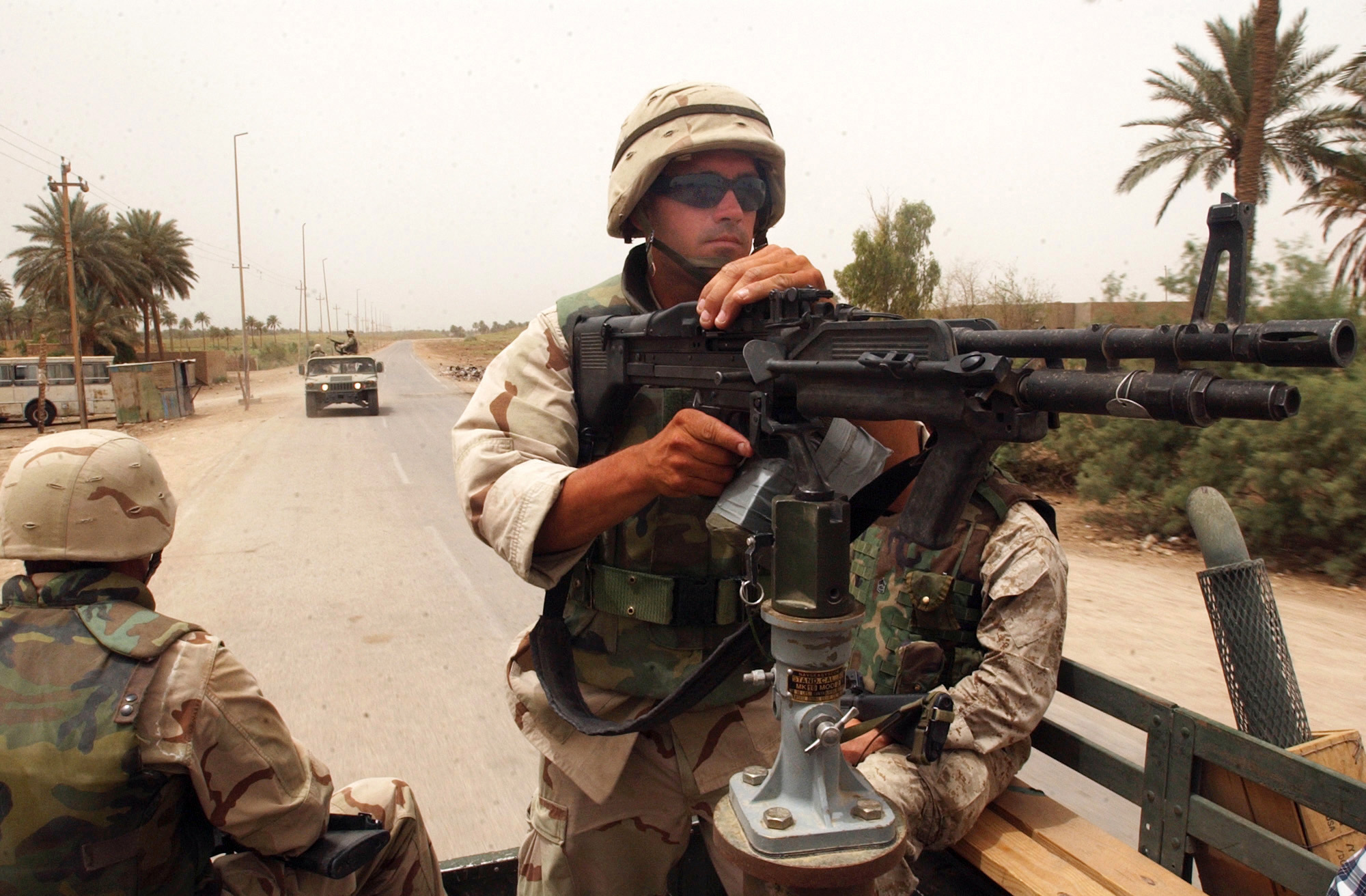
在伊拉克的車隊，2003年5月。

美軍佔領伊拉克後在聯軍的強勢侵略後薩達姆政權垮台。聯軍與聯合國一起開始工作，以建立一個穩定並民主的國家。而且還能夠抵擋非聯軍的勢力，以及克服內部嚴重的分歧。
同時，聯軍部隊向周圍的底格里斯河半島和遜尼派三角發動了行動。到2003年底，武裝分子襲擊的強度和速度開始增加。一個被稱為“齋月攻勢”的游擊行動開始急劇飆升，因為它正逢穆斯林齋月的開始。
為了對付這種行动，聯軍入侵結束以後首次使用空中力量和砲兵向疑似有埋伏地點或叛軍的迫擊砲陣地開火。加強監控主要路線，以及巡邏和搜查可疑分子。此外，有兩個村莊被鐵絲網包圍，其中包括薩達姆的出生地al-Auja和小鎮Abu Hishma，聯軍也仔細地觀察這兩個村莊。

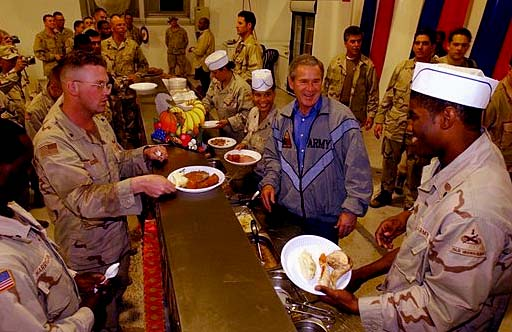
美國總統乔治·沃克·布什在巴格達機場餐飲設施與美軍用餐，2003年感恩節。

### 捕捉前政府領導人
在2003年夏天，聯軍專注於俘虜剩餘的前政府領導人。7月22日，第101空降師和第20特遣隊的士兵發動襲擊，薩達姆的兒子（烏代和庫賽）和他的一個孫子在襲擊中喪生。300多名前政府高層人員、許多工作人員和軍事人員被殺或被俘。
最重要的是，薩達姆本人被俘虜。2003年12月13日，聯軍發動了红色黎明行动，在提克里特南部15公里的小村子一個農場的地下室内發現薩達姆，被美國媒體形容乃是此次戰事的最大成就。美國陸軍第四步兵師和第121特遣隊的成員進行了該行動。對薩達姆下落的情報來自他的家人和前任保鑣。
隨著對薩達姆的捕獲和武裝分子的反擊數量下降，有些結束聯軍在當時打擊叛亂的戰鬥。臨時政府開始訓練新的伊拉克安全部隊去維持國家的秩序，美國也承諾以信貸形式將超過20億美元投入對伊重建，以伊拉克未來石油收入為抵押。石油收入還將用於重建學校，建立電氣和完善基礎設施的工作。
萨达姆被捕后不久，联盟驻伊拉克临时管理当局之外的各派开始推动选举和伊拉克临时政府的組建。其中最突出的是什叶派牧师大长老西斯塔尼。但联盟驻伊拉克临时管理当局反对这个时候进行选举。武裝力量加强了他们的活动。两个最为动荡的中心是费卢杰周围地区，以及从巴格达萨德尔区到南部城市巴士拉的什叶派贫民区。

### 结束
2010年8月18日，最後一批美軍戰鬥部隊已跨越伊拉克與科威特的邊境，美国单方面宣布伊拉克戰爭結束。
美國在單方面宣布戰爭結束後，截至2011年10月仍然在伊拉克保留3.4萬人以上的軍隊，負責保護美軍基地和訓練親美伊拉克政府的安全部隊。襲擊美軍也不斷發生，截至2011年8月伊拉克什葉派回教軍事組宣布暫停攻擊、以幫助美軍撤离，在完全撤離之前，每月仍有至少一名美軍在襲擊中喪生。美軍與伊政府談判2012年延長駐軍合約時，希望保留3000人以上駐軍並希望未來美國駐軍不受伊拉克法律管轄，未獲伊政府同意。因此美國時任總統奧巴馬於10月22日宣布，美在伊拉克駐軍將於2011年底前全部從伊拉克撤除。此時美軍在伊拉克喪生人數已達4476人，並且在宣布完全撤軍後，又增加1人。
2011年12月13日，美國總統巴拉克·奧巴馬在接見來訪伊拉克總理馬利基時宣布，“在近9年後，我們在伊拉克戰事本月落幕”，並宣稱美國是伊拉克“強大和永久的夥伴”。12月15日，驻伊美军部队在巴格达举行降旗仪式，美国国防部长帕内塔出席仪式，这标志着历时九年的伊拉克战争正式全面结束，剩余的数千名美军士兵将在未来几天内陆续撤离回国。
據報導，美軍正式撤軍後，美國駐伊拉克大使館仍有大約1萬人員，大多數都是武裝保安人員，配有裝甲車等武器裝備，美國計劃2012年另增派5000名武裝保安人員，使得美國大使館成為世界上武裝最龐大的外交使館。。
2011年12月18日，伊拉克战争正式结束。

### 戰後情況

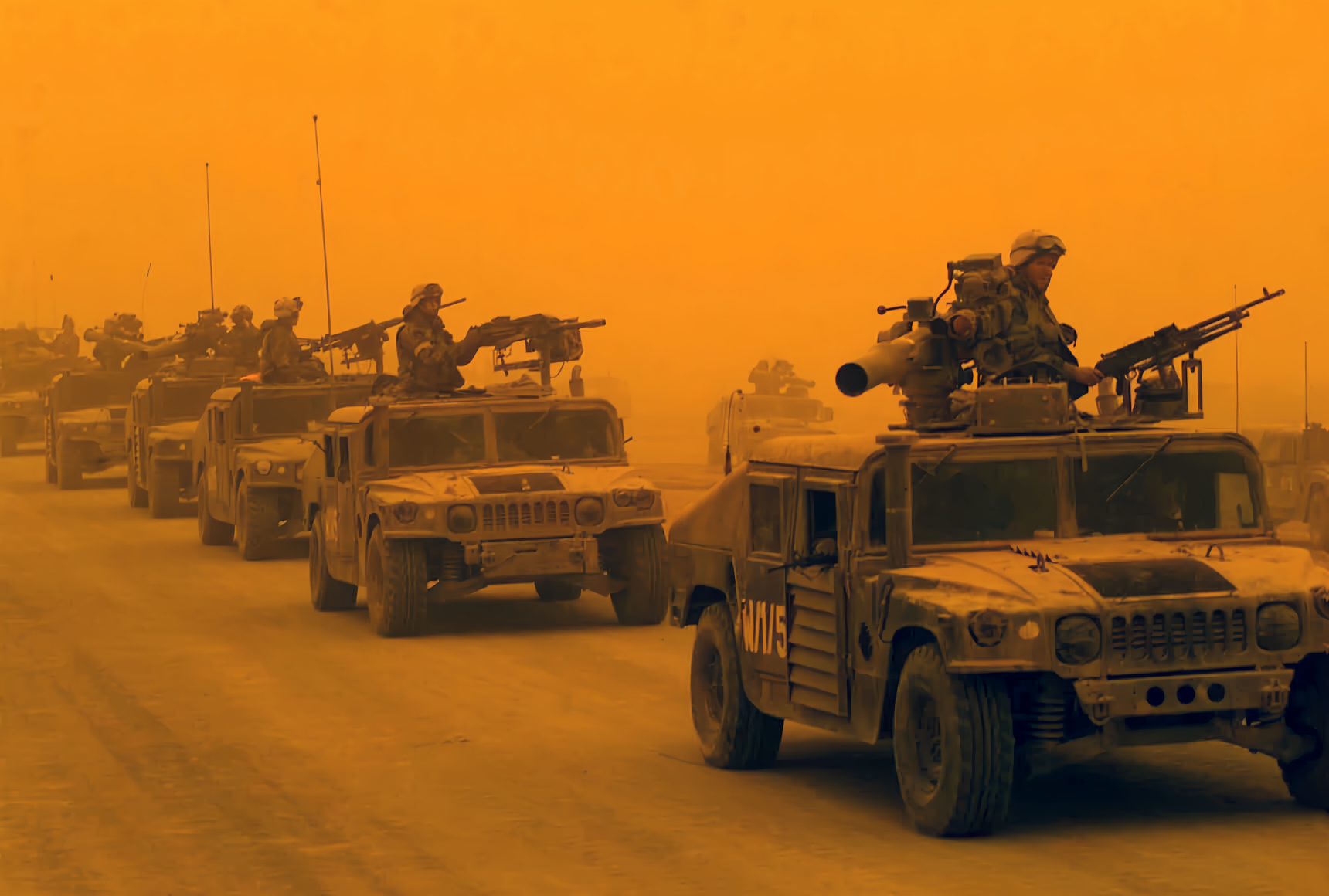
進攻中的悍馬車隊

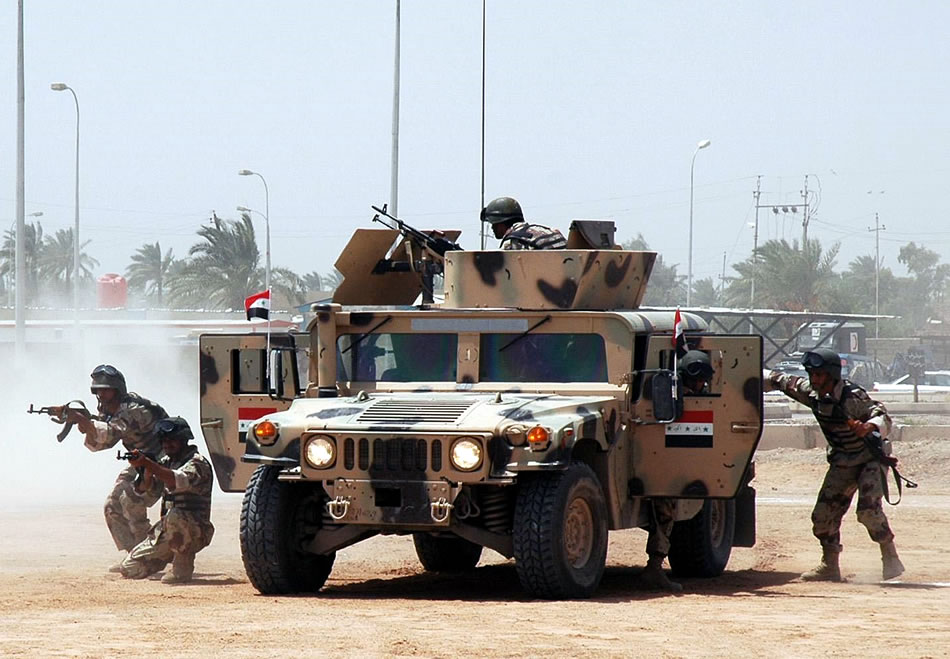
美國扶植的伊拉克新軍，第六軍（2006）

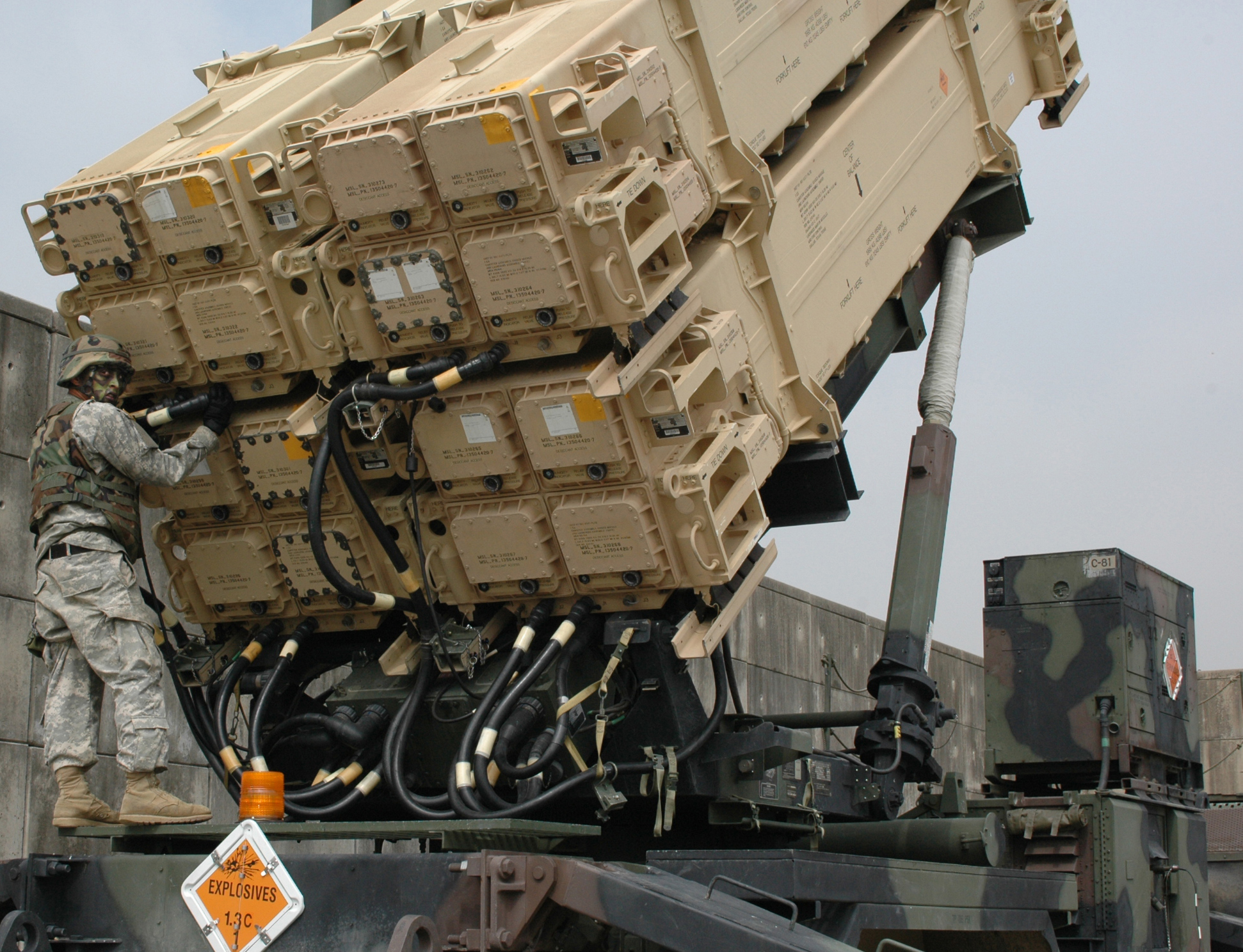
伊拉克駐守的愛國者飛彈三型
伊拉克革命指揮委員會

聯軍佔領伊拉克初期，曾一度在伊拉克海岸一帶處於膠著狀態，直到美軍進入巴格達時，伊拉克軍隊便隨即兵敗如山倒。當時主張出戰的美國總統布殊和英國首相布萊爾民望一度升上高位。
戰後美國不斷草擬計劃重建伊拉克，包括把大量重建計劃交給美國各財團，同時委任當地人任臨時政府官員。但由於當地不少派別的政治組織並不支持美國，故針對美英的軍事佔領而進行的伊拉克游擊戰正風起雲湧，截至2007年5月15日，美國佔領軍死亡人數已超过3,398人。而伊拉克經濟則久久未恢復，不但當地石油設施受到破壞，影響全球石油供應，且失業人口龐大，居民生命安全和日常生活得不到有效保障。故不少國家的反戰份子再度公開舉行反戰示威，指責布殊乃世界頭號恐怖份子。

美國除了派出穿制服的軍職人員，還雇用一定數量的民間保安承包商（包括美國黑水）協同軍隊作戰，尤其是操作高科技武器，阿拉伯語英語的翻譯人員，以及擔任後勤補給的工作。与美军签约的民间保安人员至2011年6月死亡1,487人，其中245名是美国人。美国媒体统计，截至2008年8月17日，至少有包括8名文职人员在内的4,143驻伊美军士兵死亡。其中至少有3,368名驻伊美军士兵在与反美武装的对抗行动中死亡。

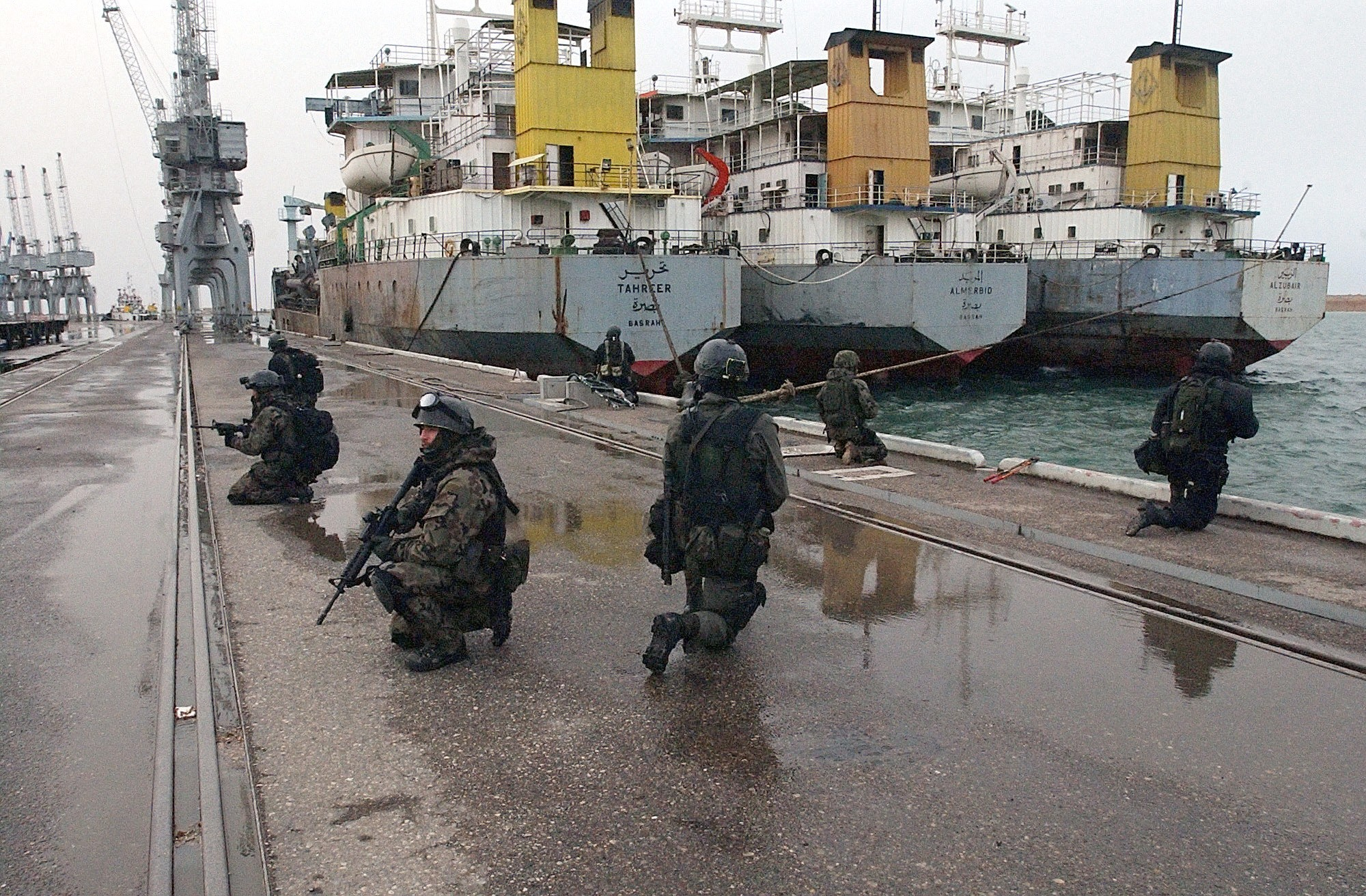
在伊拉克自由行動中，在海上作戰的波蘭機動反應作戰特種部隊。
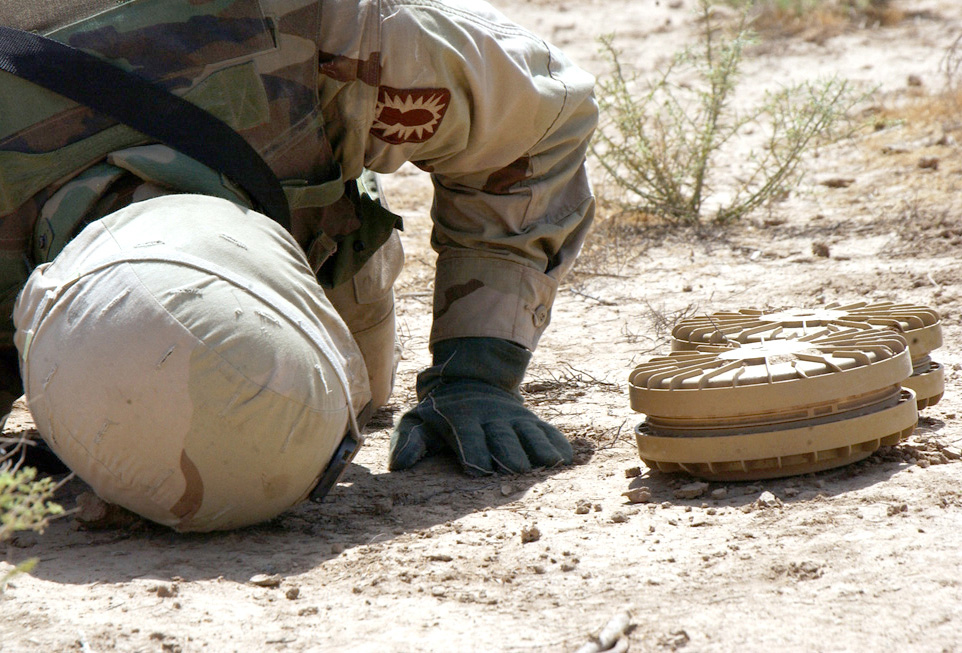
2004年5月18日：凱文葉森上士在遜尼派三角的Ad Dujayl村外的檢查兩個反坦克地雷的底部。
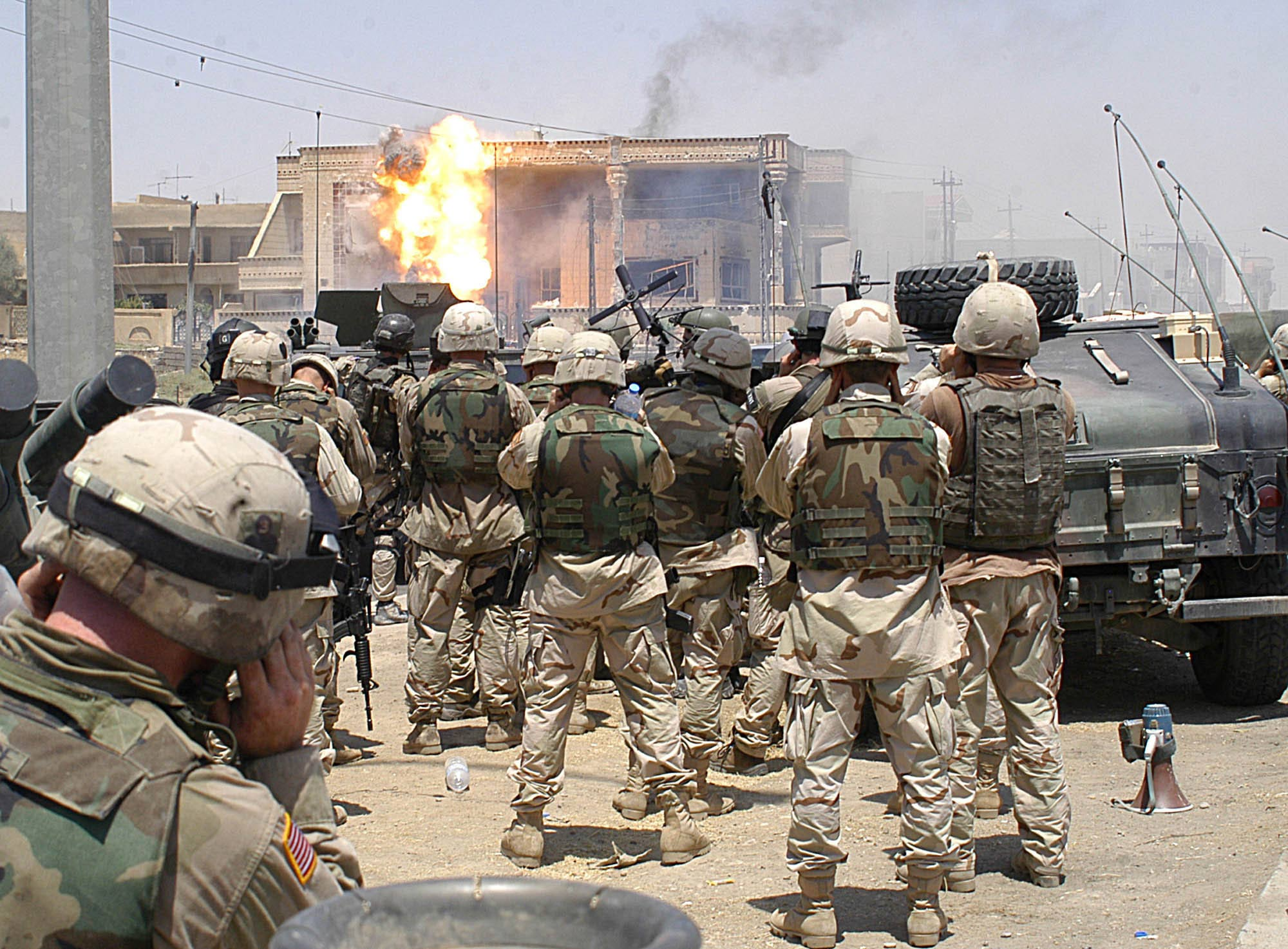
三角洲部隊第20特遣隊和第327步兵團第3營的士兵，在烏代·海珊和庫賽·海珊的藏身之處。
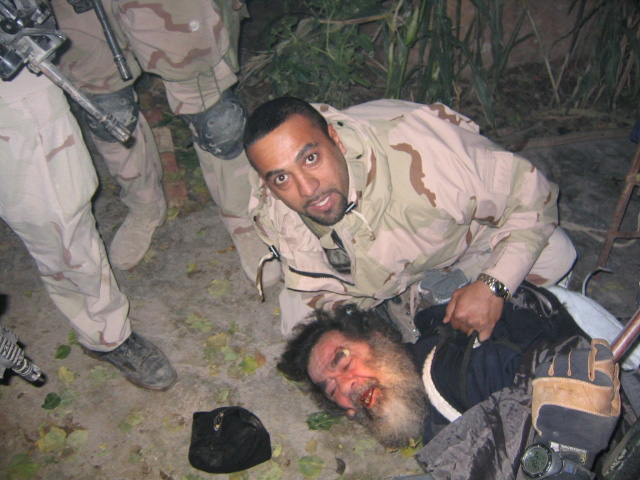
薩達姆被紅色黎明行動所捕獲，2003年12月13日在他的藏身之處。

## 反人道行径及戰爭罪行

### 联军方

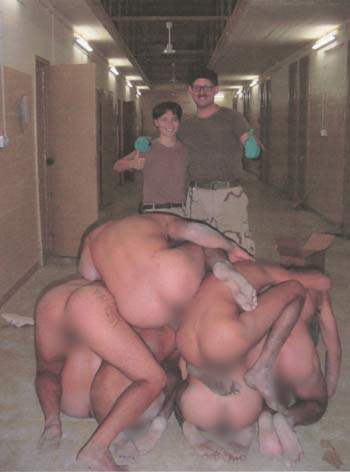
这张于 2006 年泄露的照片显示了一座由裸体伊拉克囚犯堆成的金字塔。

- 美方因未能对平民伤亡采取可行预防措施，导致许多伊拉克平民死于轰炸和导弹袭击。[109]
- 美軍虐待伊拉克戰俘事件：美国陆军对关押在阿布格莱布的数千名伊拉克男女进行了酷刑和虐待，[110]包括强奸、鸡奸、性虐待、水刑、向囚犯泼撒磷酸、剥夺睡眠和殴打。
- 哈迪塞屠杀事件：美国士兵在哈迪塞杀害了了24名平民
- 联军在费卢杰等战役期间使用了燃烧白磷弹。纪录片《费卢杰，隐秘的大屠杀》声称许多伊拉克平民，包括妇女和儿童，都死于白磷烧伤。对平民使用燃烧白磷弹是明确违反国际法的。[111]美国国防部发言人巴里·维纳布尔中校否认对平民使用白磷弹，但向BBC证实了对敌方军队使用了燃烧白磷弹。[112][113][114]
- 联军方发射了至少300,000发放射性贫铀弹。[115]2012年的几项研究表明，联军使用过贫铀弹的地区的人和其他地区的人相比有更多的畸形、癌症和其他严重健康问题。一些伊拉克医生将这些畸形归因于贫化铀的长期影响。但关于贫铀弹药是否对健康有有害健康影响在学术界依旧存在分歧。[116][117]
- 伊拉克馬赫穆迪亞美軍姦殺事件：五位美国士兵强奸并杀害了14岁的伊拉克少女阿贝尔-贾纳比。之后又继续杀害了她的母亲、父亲和妹妹。[118][119]
- 三名美国海军陆战队强迫平民持枪，然后把他们当作战斗人员杀害。[120][121]据《国家报》报道，美军士兵还目睹了许多其他类似行为。[122]
- 黑水公司巴格達槍擊案：美军聘请的私人军事公司黑水國際在巴格达杀害了17名伊拉克平民。
- 公共利益律师和欧洲宪法与人权中心于2014年1月12日向国际刑事法院提交了关于英国军队殴打、电击、模拟处决和性侵犯囚犯的指控。[123]

### 反美武装
据伊政府部长Bayan Jabr的公布，2005年1月－2006年6月，共有12000名伊拉克人死于自杀炸弹和反美武装的其他攻击。
2003年8月在巴格达有一名联合国专员和21名联合国人员被杀害。有两名阿尔及利亚外交人员Ali Belaroussi和Azzedine Belkadi被斩首。
2006年2月炸弹袭击al-Askari清真寺，死亡165人，激发了报复狂潮。
有如下非军事人员被杀害：翻译金鲜一（韩，被斩首），游客香田证生（日，被斩首），Fabrizio Quattrocchi（意），义工Margaret Hassan，Nick Berg，摄影师Salvatore Santoro（意）和伊拉克人Seif Adnan Kanaan。四名佣兵Scott Helvenston、Jerko Zovko、Wesley Batalona和Michael Teague被杀后，用车拖着点燃的尸体开过大街，并被吊起来示众。

## 反應
美國聯軍入侵伊拉克的行動受到國際社會的強烈谴责，那段時間全世界範圍內都出現反戰及反美的情緒，隨後佔領期間爆發的多宗醜聞及戰爭罪行更加強了這種觀念。

### 国际反应

#### 聯合國

进军伊拉克的多国联军
支持联军进军伊拉克的国家
谴责联军进军伊拉克的国家
中立或未知立场
伊拉克

2002年，聯合國安全理事會通過第1441號決議，聯合國監察特使穆罕默德埃爾巴拉迪前往伊拉克調查是否真的擁有大規模殺傷性武器。2002年12月初，萨达姆主動向聯合國提交了一份長達12,000頁的武器申報單，但未能說服美國。12月19日，美國國務卿科林·鮑威爾宣稱伊拉克“嚴重違反”安理會決議。
2003年2月，美國、英國及西班牙向安全理事會提交了另一項伊拉克問題決議，稱為“第十八號決議”，要求授權對伊拉克的軍事行動，但被除了保加利亞外的其他會員國否決，當中包括常任理事國法國、中國及俄羅斯。
埃爾巴拉迪與漢斯·布利克斯其後於2003年2月14日再向聯合國安理會提交報告，表示伊拉克人正積極地配合調查，核查人員也未有在伊拉克境內發現任何大規模殺傷性武器，指所謂「伊拉克曾試圖從尼日獲取鈾」的文件是虛假的，他也指出在他的調查中沒有發現伊拉克的核計劃有重啟，這與布什政府的說法相矛盾。他要求安理會將核查時間再延長，英美聯軍停止軍事入侵的準備，讓他有更多時間來核查，同時指出美國和英國還沒有向他提供所謂的伊拉克有大規模殺傷性武器的證據。
同日，時任法國外交部長多米尼克·德維爾潘在聯合國發表反對伊拉克戰爭的演講，警告訴諸軍事選擇將對“這個傷痕累累的脆弱地區的穩定造成無法估量的後果”，他指鮑威爾對伊拉克的指控是沒有事實基礎，直言︰「我們認為軍事干預將是最糟糕的解決方案，法國將否決任何允許美國或英國提出的軍事干預的決議」，演講獲得在場的外交官熱烈的掌聲，法國的立場得到中國、俄羅斯及德國等時任安理會成員的支持。
2003年3月7日，在美國展開全面入侵前的一星期，布利克斯及埃爾巴拉迪再次向安全理事會提交了報告，指出沒有發現伊拉克存有任何的大規模殺傷性武器或計劃。
時任聯合國秘書長科菲·安南谴責美國入侵違反了《聯合國憲章》及國際法。

#### 其他國際組織及國家或地區

##### 中東
除科威特外，阿拉伯国家联盟一致譴責美國的入侵行為，沙特阿拉伯禁止美军利用沙特阿拉伯的土地及領空去攻擊伊拉克。沙特公眾持強烈反美情緒，沙特政府曾多次試圖通過外交途徑解決問題，但被美國拒絕（页面存档备份，存于）。王儲阿卜杜拉稱“我們的武裝部隊在任何情況下都不會將一隻腳踏入伊拉克領土”。
美國曾要求埃及派兵參加入侵，遭到穆巴拉克的拒絕。約旦國王阿卜杜拉二世公開反對對伊拉克開戰，他指入侵伊拉克將是一個“巨大的錯誤”，它可能會“使整個地區陷入混亂”。敘利亞反對這場戰爭，拒絕服從華盛頓的合作要求。敘利亞與俄羅斯、法國和德國在安理會採取一致行動，要求延長聯合國在伊拉克的武器檢查。敘利亞指大規模殺傷性武器只是一場戰爭的藉口，其動機是以色列和希望從戰後重建合同中獲利的美國公司的利益。
多個中東國家爆發反美及反戰的示威，包括伊拉克巴格達、敘利亞大馬士革、也門薩那、阿曼馬斯喀特、約旦伊爾比德、黎巴嫩貝魯特、巴勒斯坦伯利恆、加沙約旦河西岸和加沙地帶、巴林，及以色列特拉維夫等。
有49个国家支持该军事行动。参加地面战的国家有美国、英国、澳大利亚和波兰，丹麦政府亦对伊拉克宣战，并派遣了两艘军舰支援美军。韩国、日本、意大利、乌克兰等多个国家提供后勤支援。
这场战争遭到中华人民共和国、俄罗斯、法國、德國、加拿大、阿拉伯国家联盟、不结盟运动等多国政府和国际组织的批评与谴责。
奥地利等多个歐洲国家宣称，对伊拉克的军事行动由于没有得到联合国安理会的授权，已经违反了国际法。埃及籍的联合国前秘书长布特罗斯·加利谴责该军事行动，认为违反了联合国宪章。奥地利、瑞士、伊朗、比利時等國禁止联军战机飞越其领空，沙特阿拉伯禁止美军导弹通过其领空袭击伊拉克。马来西亚在国际及联合国会议上严重谴责美国及英国的军事报复行动。

### 反战

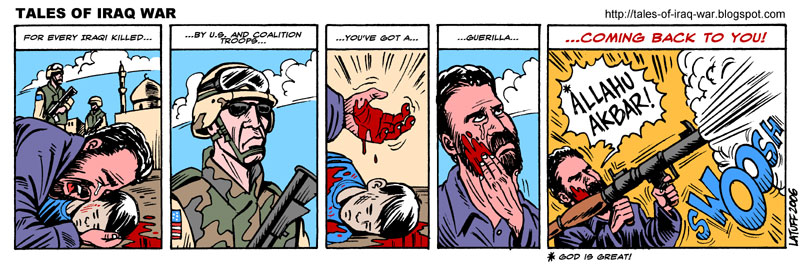
諷刺漫畫，意指聯軍攻占伊拉克的軍事行動只會導致當地衝突更加嚴重

全球普遍的反战情绪最终导致了各种反对伊拉克战争的抗议。
國內外都有許多人認為布什政府發動戰爭的真正理由是為了控制伊拉克的自然資源及石油，在2003年3月入侵伊拉克之前，“不為石油流血（No blood for oil）”是一句被普遍使用的抗議口號。
2015年，英國前首相東尼·布萊爾和前美國駐伊拉克指揮官麥可·T·佛林表示發動伊拉克戰爭是錯誤的，且導致了之後出現伊斯蘭國。

## 事後

### 调查
2007年2月9日，美国国防部向国会提交一份关于伊拉克战争前情报的内部调查报告。报告认定，有关萨达姆与基地组织存在明显联系的评估，無論是品質或可信度都是可疑的。這是因為美國国防部副部长道格拉斯·费思所采取的不恰当行为，才得到这個错误结论，但调查报告认为他没有触犯法律。根据维基解密在2010年10月22日所公布的美军文件显示，在伊拉克战争期间直接死于战火的平民达6万6081人。
2016年7月6日，調查2003年伊拉克戰爭中英國責任的報告《齊爾考特報告》正式出爐，該報告歷時7年完工。當天，主導報告制定的調查委員會主席約翰·齊爾考特勳爵親自宣布報告的相關調查結果。報告認為，基於情報錯誤，2003年伊拉克並沒有擁有對世界構成威脅的大規模殺傷性武器（簡稱WMD），伊拉克領導人薩達姆當時也沒有對西方世界構成所謂的「迫在眉睫的威脅」。2003年3月，美英正是因為伊拉克擁有WMD為藉口，繞過聯合國，對伊拉克發動空襲，由此開啟了長達8年的伊拉克戰爭。

### 輿論
在美國剛入侵伊拉克後數天，英美輿論普遍支持軍事行動。在2003年3月的蓋洛普民意調查中，76%的美國人贊成對伊拉克採取軍事行動，54%的英國人支持對伊拉克採取軍事行動。然而，對戰爭的支持率在入侵後數年內不斷下降，主因是當初眾多用來合理化戰爭的謊言被揭發，所謂的「大規模殺傷性武器」也沒有發現，因此國內及國際對美國的輿論進一步惡化。根據2006年的调查，英國和加拿大的大多數人認為入侵伊拉克是“不公正的”，多數英國人批評他們的政府支持美國在伊拉克的政策。而根據2007年1月BBC對25個國家超過26,000人的民意調查，全球73%的人不贊成美國入侵伊拉克，同年9月的另一項民意調查發現，世界上三分之二的人口認為美國應該從伊拉克撤軍。
美國的入侵行為令其印象在中東地區大受衝擊，根據阿拉伯美國研究所進行的民意調查，在入侵伊拉克四年後83%的埃及人對美國在伊拉克的作用持負面看法；68%的沙特阿拉伯人持負面看法；96%的約旦人持負面看法；70%的阿拉伯聯合酋長國人和76%的黎巴嫩人也表示他們的觀點是負面的。皮尤全球態度項目報告稱，2006年荷蘭、德國、約旦、法國、黎巴嫩、俄羅斯、中國、加拿大、波蘭、巴基斯坦、西班牙、印度尼西亞、土耳其和摩洛哥的大多數人認為，世界在伊拉克戰爭前更安全。

### 各方对战争的观点
- 联合国安全理事会第1441号决议
- 全球反对对伊战争大游行
- 罗马天主教廷反对对伊拉克战争

### 军事战略
- 斩首行动
- 震慑行动
- 伊拉克共和国卫队
- 伊拉克游击战

## 相关文艺作品

### 电影
- 拯救女兵林奇（Saving Jessica Lynch，2003年）
- 傳媒暴力（WMD: Weapons of Mass Deception，2004年）
- 戰魂榮歸（Home of the Brave，2006年）
- 海陸悍將（The Marine，2006年）
- 等媽媽回家的孩子（Grace Is Gone，2007年）
- 震撼效應（In the Valley of Elah，2007年）
- 反恐戰場（The Kingdom，2007年）
- 謊言對決（Body of Lies，2008年）
- 追夢旅程（The Lucky Ones，2008年）
- 拆彈部隊（The Hurt Locker，2009年）
- 天堂信差（The Messenger，2009年）
- 迢迢歸鄉路（Taking Chance，2009年）
- 最後一封情書（Dear John，2010年）
- 不公平的戰爭（Fair Game，2010年）
- 關鍵指令（Green Zone，2010年）
- 幸運符（The Lucky One，2012年）
- 美國狙擊手（American Sniper，2015年）
- 死侍（Dead Pool，2016年）
- 比利·林恩的中場戰事（Billy Lynn's Long Halftime Walk，李安，2016年）
- 震撼真相（Shock and Awe，2017年），改編自真實故事，時任美國總統喬治·布希（小布希）宣布進軍伊拉克並拔除薩達姆政權，正當華盛頓主流媒體《紐約時報》等支持附和政府決策時，奈德里特報業和獨立媒體記者強納森（伍迪哈里遜 飾）和華倫（詹姆斯馬斯登 飾）被指控為「賣國賊」，他們希望能深入了解事實，進一步挖掘宣戰背後的動機與意義。[150]
- 瞞天機密（Official Secrets ，2019年）

### 紀錄片
- 華氏911（Fahrenheit 9/11，2004年）
- 家園 — 伊拉克零年（Homeland (Iraq Year Zero)，2015年）

### 电视剧
- 杀戮一代（Generation Kill）